# Бисер перед свиньями (фильм, 2020)
«Бисер перед свиньями» (фр. De l'or pour les chiens; другое название — «Золото для собак») — французская драма режиссёра Анны Казенав Камбе, вышедшая на экраны в 2020 году. В центре сюжета — девушка по имени Эстер, которая влюбляется в парня и едет за ним в Париж.
«Бисер перед свиньями» — полнометражный режиссёрский дебют Казенав Камбе. Фильм был отобран в программу «Неделя критики» несостоявшегося Каннского фестиваля 2020 года.

## Сюжет
Восемнадцатилетняя Эстер живёт на юге Франции. Летом она подрабатывает в киоске, продавая мороженое на берегу моря. Эстер влюбляется в Жана — парня, работающего напротив в кафе.
Для Эстер — это первый серьёзный роман, когда для Жана — это, похоже, просто летнее развлечение, потому что он легко заводит романы с другими девушками и его раздражает чрезмерная навязчивость, влюбленной в него Эстер.
Но вот лето закончилось, и Жан уезжает обратно домой в Париж. Он оставляет Эстер свой домашний адрес, чтобы она отправила ему открытку.
Несколько дней Эстер проводит в грусти и тоске по своему возлюбленному. И наконец, она решает поехать к Жану в Париж — в город, где никого не знает. Захватив с собой только рюкзак, Эстер в коротком летнем платье и сандалиях отправляется пешком в путь.
По дороге, она навещает свою маму, работающую в кафе у дороги. У матери Эстер новая семья — мужчина и новорожденный сын от него. Отчим Эстер явно оказывает знаки внимания своей юной и красивой падчерице не как отец. Из-за чего мать ревнует и постоянно злится и срывается на свою дочь. Становится понятно, почему Эстер не живет с матерью и отчимом.
Эстер уходит, взяв из дома матери только свои старые кроссовки. Она добирается до вокзала на попутке.
Приехав в Париж, Эстер сталкивается с группой монашек, одна из которых с удивлением и любопытством разглядывает Эстер. Затем монашки заходят в женский монастырь, а Эстер несколько раз оглядывается на ту монашку.
Эстер просит проходящую мимо женщину помочь найти адрес, где живет Жан.
Найдя нужный дом, Эстер не может попасть в него, поэтому она кричит имя Жана, стоя возле подъезда. Жан спускается к ней и отводит в кафе. Там Жан объясняет девушке, чтобы та перестала ему звонить и искать с ним встречи. Он надевает на Эстер свою кофту, так как девушка одета совсем по-летнему, а на улицах Парижа явно похолодало. Жан говорит Эстер, чтобы она ехала домой, дает ей 20 Евро на дорогу.
Эстер остается до закрытия в баре, знакомится с барменом, который разрешает ей зарядить телефон и наливает стопку алкоголя. Затем Эстер танцует под грустную песню и плачет из-за неразделенной любви к Жану.
После, девушка покидает бар и бродит по улицам ночного Парижа, где на нее нападает бездомный и обыскивая ее рюкзак, находит бутылку с песком с родного пляжа Эстер. Бездомный забирает эту бутылку себе. Испуганная Эстер садится в подъехавшее такси и просит отвезти ее на вокзал.
Но приехав на вокзал, девушка уходит оттуда и оказывается у дверей того самого монастыря, который видела ранее утром. Эстер стучит в истерике во входную дверь. Ей открывает монашка и провожает к Матери-Настоятельнице. Эстер разрешают остаться на ночь в монастыре.
Утром Эстер на завтраке видит ту самую молодую послушницу, которая проявила к ней интерес на улице. Эстер пытается несколько раз с ней заговорить, но послушница не отвечает. Позже, другая юная послушница объясняет Эстер, почему та монашка не отвечает никому — два года назад она дала обет молчания.
Эстер в последующие дни пытается подружиться с послушницей, которую, как выяснилось, зовут — Летиция, оказывая ей знаки внимания. Но Летиция только злится на такое внимание к себе.
Эстер случайно режет руку на обеде и Летиция помогает обработать порез, при этом нарочно сильно давит на рану Эстер.
Вечером Эстер кладет под дверь Летиции свою единственную ценную вещь — ожерелье из ракушек.
Утром Летиция, сидя в своей келье, впервые нарушает обет молчания, и говорит через стену с Эстер. Послушница просит Эстер уйти из монастыря, говорит, что ей здесь не место. Также, Летиция признается, что она больше не хочет возвращаться к мирской жизни, через несколько месяцев она примет постриг в монахини. А Эстер — была последней ее попыткой возвращения к любви, жизни за стенами монастыря. Но эта попытка оказалась неудачной, и Летиция решает окончательно остаться в монастыре и посвятить себя Богу, а Эстер только отвлекает её от этого решения. Эстер плачет, услышав эти слова.
Рано утром, пока все спят, Эстер, переодевшись в своё короткое летнее платье, покидает монастырь, оставив одежду, которую ей одолжили монашки.
В следующем кадре — Эстер уже купается в море. Она вернулась к себе домой.

## В ролях
- Таллула Кассаветти — Эстер
- Корантен Фила — Жан
- Ана Неборак — сестра Летиция
- Жюли Депардьё — мать Эстер
- Кароль Франк — мать-настоятельница
- Ромен Гийермик — парень на вечеринке
- Клэр Дюбюрк — послушница
- Жан-Луи Куллок — бездомный